# Roger Foulon
Roger Foulon (Thuin, 3 augustus 1923 - 23 februari 2008) was een Belgisch Franstalig schrijver en dichter. Hij schreef meer dan 120 werken. 
Hij was president van de Association des écrivains Belges de langue française van 1973 tot 1994. In 1999 werd hij gekozen voor de Académie royale de langue et de littérature françaises de Belgique.

## Verkorte Bibliografie
- L'envers du Décor, 1965. Prix Charles Plisnier.
- L’espérance abolie, Bruxelles, La Renaissance du Livre, 1976.
- Un été dans la Fagne, Bruxelles, Paul Legrain, 1980. Prix George Garnir.
- Vipères, Bruxelles, Paul Legrain, 1981.
- Barrages, Bruxelles, Paul Legrain, 1982.
- Le légendaire de Wallonie, Bruxelles, Paul Legrain, 1983.
- Déluge, Bruxelles, Paul Legrain, 1984.
- Naissance du monde, Paul Legrain, 1986.
- Les tridents de la colère, Paul Legrain, 1991.
- L’homme à la tête étoilée, Avin, Luce Wilquin éditrice, 1995.
- Charmes de mon pays, I.P. éditions, 2008.

- Bibsys: 7047892
- Bibliothèque nationale de France: cb12032473v (data)
- Gemeinsame Normdatei: 1207786608
- International Standard Name Identifier: 0000 0001 0883 1229
- Library of Congress Control Number: n50023117
- MusicBrainz: ba23b732-e32b-4c0c-a1f7-5e1799c71a68
- Nationale Bibliotheek van Tsjechië: mub20181000256
- Nationale Bibliotheek van Israël: 987007462864605171
- Nederlandse Thesaurus van Auteursnamen: 068068921
- Réseau des bibliothèques de Suisse occidentale: 02-A003255667
- RKD-Nederlands Instituut voor Kunstgeschiedenis: 28779
- Système universitaire de documentation: 028501268
- Virtual International Authority File: 29549460
- WorldCat: E39PBJB8vYBtCrvWDkrJrwc9Dq